# Lilla Korsgatan
Lilla Korsgatan är en gata i stadsdelen Inom Vallgraven i centrala Göteborg. Namnet beslutades 1852. Gatan är numrerad 1 till 2. Den ligger väster om Korsgatan mellan Södra Larmgatan och Grönsakstorget.